# Yury Shayunou
Yury Shayunou (né le 22 octobre 1987) est un athlète biélorusse, spécialiste du lancer du marteau.
Champion d'Europe espoirs en 2007, il a lancé à 80,72 m à Minsk le 6 juin 2009. Favori des Championnats d'Europe espoirs d'athlétisme 2009 de Kaunas, le biélorusse remporte la finale avec un meilleur lancer mesuré à 78,16 m.

## Palmarès
- Championnats d'Europe espoirs d'athlétisme 2007 à Debrecen :
  -  Médaille d'or du lancer du marteau
- Championnats d'Europe espoirs d'athlétisme 2009 à Kaunas :
  -  Médaille d'or du lancer du marteau